# Gérard Schivardi
Pour les articles homonymes, voir Schivardi.
Gérard Schivardi, né le 17 avril 1950 à Narbonne (Aude), est un homme politique français.
Maire de Mailhac de 2001 à 2020 et conseiller général de l’Aude de 2003 à 2009, il se présente à l'élection présidentielle de 2007 comme le « candidat des maires », sous l’étiquette du « Comité national pour la reconquête des services publics » et avec le soutien du Parti des travailleurs, formation d’extrême gauche. Il arrive en dernière position, avec 0,34 % des suffrages exprimés.
De 2008 à 2015, il est l'un des quatre secrétaires nationaux du Parti ouvrier indépendant (POI). En 2015, il rompt avec le POI et crée le Parti ouvrier indépendant démocratique (POID) — renommé Parti des travailleurs en 2023 —, dont il devient l'un des secrétaires nationaux.

## Situation personnelle
Gérard Schivardi devient artisan-maçon en 1970. Il est marié et père de deux enfants.

## Parcours d’élu local
Engagé comme syndicaliste, il préside le syndicat des maçons de l’Aude de 1973 à 1988. Il adhère en 1975 au Parti socialiste, pour lequel il milite pendant près de trente ans, jusqu'en 2003 ; il exerce également les fonctions de secrétaire fédéral.
Il est élu au conseil municipal de Mailhac en 1989 puis maire de la commune en 2001. Sa liste l’emporte au premier tour aux élections de 2008 et de 2014.
Lors de l'élection présidentielle de 2002, il parraine Daniel Gluckstein, secrétaire national du Parti des travailleurs.
En 2003, il se présente à l’élection cantonale partielle dans le canton de Ginestas, contre le candidat investi par le PS. Il axe sa campagne sur la défense des services publics. Élu au premier tour, il rompt avec le PS tout en se disant « socialiste », « républicain » et « européen convaincu ».
Il discute pendant quelques mois de la coalition régionaliste « Languedoc et Catalogne » dont il envisage d'être la tête de liste aux élections régionales de 2004, tout en formulant des réserves. Il se rétracte finalement, se disant « réfractaire au désengagement de l’État au profit des régions qui induit une inégalité pour le citoyen » et prend ses distances avec la coalition autonomiste tout en se rapprochant du Parti des travailleurs dans le cadre de la défense des communes contre l'« intercommunalité forcée ».
Il est réélu conseiller général du canton de Ginestas en 2008, avec 63 % des voix. Son élection est invalidée par le tribunal administratif de Montpellier, qui le condamne à un an d'inéligibilité pour avoir effectué une dépense de campagne de 223,45 euros sans être passé par un compte de campagne. En appel, le 10 juin 2009, le Conseil d'État rejette sa requête et le démet d'office de son mandat de conseiller général. Son épouse, Francine Schivardi, remporte l'élection cantonale partielle de 2009, et siège pendant le restant de la mandature ; en 2015, après avoir obtenu 20 % des voix au premier tour, elle retire sa candidature en vue du second tour.
Le 19 mai 2011, Gérard Schivardi instaure un couvre-feu à partir de 22 heures pour les mineurs de moins de 17 ans dans sa commune afin de réagir aux faits divers et avec l'objectif de faire revenir le calme à Mailhac. Cette mesure est considérée par la préfecture du département de l'Aude comme n'étant pas légale au regard de la jurisprudence dans ce domaine, qui dispose qu'un couvre-feu ne peut être mis en place que pour les mineurs de moins de 13 ans. Le couvre-feu est levé le 11 juillet.
Invoquant pudiquement un changement de mentalité de ses administrés — dont les nouveaux viennent des zones urbaines — et le développement des intercommunalités, il ne brigue pas un nouveau mandat de maire de Mailhac en 2020,.

## Engagements nationaux

### Débuts
Schivardi commence en 2002 à s'engager à l'échelon national par la fondation d'un comité qui s'étend rapidement en France pour défendre l'existence de chacune des 36 000 communes françaises et des services publics nationaux de proximité, par opposition à ce qu'il appelle « l'intercommunalité forcée ».
Hostile aux institutions de l'Union européenne, il se prononce contre le traité établissant une Constitution pour l'Europe (TCE). À l'issue de la manifestation en ce sens du 20 septembre 2003, il crée le « Comité national pour la République une et indivisible ». Il participe, en octobre 2004, à la création du « Comité national pour la victoire du vote non au référendum, pour l'Europe des peuples et nations libres ».

### Élection présidentielle de 2007

#### «Candidat des maires»

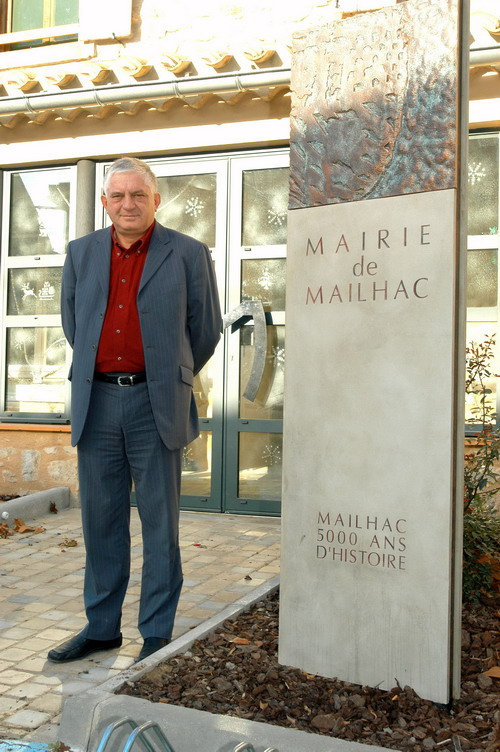
Gérard Schivardi devant la mairie de Mailhac, en 2007.

Le 18 novembre 2006, Gérard Schivardi participe à une réunion publique aux côtés notamment de Daniel Gluckstein, candidat du Parti des travailleurs à l’élection présidentielle de 2002, et à une réunion associant 40 maires mandatés par 300 de leurs collègues du « Collectif des maires » et du « Comité national pour la reconquête de la démocratie » (CNRD). Ceux-ci décident d'une candidature collective et désignent Gérard Schivardi comme « candidat des maires » à l'élection présidentielle. Celui-ci obtient 554 parrainages validés par le Conseil constitutionnel. Daniel Gluckstein est son directeur de campagne.
Lors d’une réunion du comité de campagne de Ségolène Royal, candidate du PS, Alain Richard est le premier à critiquer le fait que Gérard Schivardi se présente comme « candidat des maires ». Celui-ci refuse de se plier aux diverses demandes ultérieure de supprimer cette référence, et affirme que l'Association des maires de France (AMF), qui lui conteste son slogan, ne représente pas tous les maires de France. Le 30 mars, la Commission nationale de contrôle de la campagne en vue de l'élection présidentielle valide finalement la profession de foi électorale et l'affiche de Gérard Schivardi, dont le nouveau slogan s'intitule « candidat de maires », après avoir invalidé celui de « candidat des maires » (au motif qu'il risquait d'induire en erreur les électeurs en laissant penser que le candidat bénéficiait du soutien de la totalité des maires de France). Gérard Schivardi dénonce un « menace contre la libre expression de son programme » et forme un recours devant le Conseil constitutionnel, qui se déclare incompétent,.
Le 6 avril 2007, saisie en référé par l’AMF, la cour d'appel de Paris interdit à Gérard Schivardi de se présenter comme le « candidat des maires », sous peine d’astreinte de 500 euros par infraction constatée. Le 8 avril, Gérard Schivardi accuse le PS et l'UMP d'avoir « fomenté un complot » à son encontre. Le 9 juillet 2008, la Cour de cassation rejette son pourvoi dans l'affaire l'opposant à l'AMF.

#### Campagne électorale
La campagne de Gérard Schivardi affiche pour objectifs de défendre les services publics, la démocratie politique et sociale, les communes contre les regroupements via l'intercommunalité, le maintien de l’industrie dans les zones rurales, la laïcité ainsi que la rupture avec l'Union européenne. Il s’engage à rétablir les prérogatives des communes, à procéder à la nationalisation de secteurs clés de l’industrie et des banques sans indemnisations (sauf pour les « petits actionnaires »). Son programme ne peut selon lui s’appliquer qu’au moyen d'une « assemblée nationale constituante souveraine ». En cas d’élection, il promet de rester président pour seulement deux mois, le temps de réunir cette assemblée.
Entouré de maires et représentants de son comité de soutien, il tient plusieurs dizaines de réunions publiques en France, notamment le 1er avril 2007 au palais des sports de Paris, où il réunit entre 5 000 et 4 000 personnes.
Au premier tour, le 22 avril 2007, Gérard Schivardi obtient 123 540 voix, soit 0,34 % des suffrages exprimés. Il ne donne pas de consigne de vote au second tour et annonce voter blanc, précisant qu'il n’optera jamais « pour des gens qui ont pu mettre la France et l'Europe à genoux ».

### Secrétaire national du POI puis du POID/PT
Durant la campagne présidentielle de 2007, il annonce la création d’un nouveau « parti ouvrier », rassemblant des maires, militants syndicalistes et laïques, ainsi que les membres du Parti des travailleurs de Daniel Gluckstein. La secrétaire du Parti communiste français, Marie-George Buffet, se montre sceptique envers cette initiative, affirmant que « le PCF est là ». Le Parti ouvrier indépendant (POI), qui prend la suite du Parti des travailleurs, est fondé en juin 2008. Avec Daniel Gluckstein, Claude Jenet et Jean Markun, Gérard Schivardi est l’un des quatre secrétaires nationaux du nouveau mouvement.
En juillet 2011, Gérard Schivardi fait part de son « envie » de se présenter à l'élection présidentielle. Cependant, lors d'un congrès exceptionnel du POI qui se tient le 2 septembre 2011, les militants du parti décident que la tactique la plus adaptée passe par « la non-présentation d’un candidat à l’élection présidentielle ». Gérard Schivardi  est ensuite candidat aux élections législatives dans la deuxième circonscription de l'Aude, qui comprend notamment Narbonne : il recueille 4,9 % des suffrages au premier tour.
À l'approche du cinquième congrès du POI, à la fin de l’année 2015, d’importantes tensions apparaissent au sein du POI. Pour avoir annoncé vouloir créer une tendance soutenue d'après lui par plus de 700 membres du courant communiste internationaliste et intitulée « Revenir à une politique de construction de parti », Daniel Gluckstein est suspendu, tout comme les autres membres de la direction nationale l'ayant soutenu. Le bureau national démet Daniel Gluckstein, Gérard Schivardi et Jean Markun de leur mandat de secrétaire national. À l'issue de deux congrès distincts se tenant les 21 et 22 novembre 2015, la tendance initiée par Daniel Gluckstein décide de fonder le Parti ouvrier indépendant démocratique (POID). Gérard Schivardi soutient cette création et en devient l'un des secrétaires nationaux du POID.
En vue de l'élection présidentielle de 2017, il soutient la candidature de Jean Lassalle et lui apporte son parrainage.
En 2020, Gérard Schivardi déclare ne pas exclure une candidature à l’élection présidentielle de 2022.

## Décoration
- Médaille d'honneur pour acte de courage et de dévouement, argent 1re classe pour son action durant l'inondation de sa commune, en octobre 2001[30].